# Roman (ime)
Roman je moško osebno ime.

## Izvor imena
Ime Roman izvira iz latinskega imena  Romanus. To ime razlagajo iz latinske besede romanus v pomenu Rimljan, rimski, to je državljan najbolj mogočnega cesarstva starega veka.

## Različice imena
- moške različice imena: Romi, Romano
- ženske različice imena: Romana

## Pogostost imena
Po podatkih Statističnega urada Republike Slovenije je bilo na dan 31. decembra 2007 v Sloveniji število moških oseb z imenom Roman: 5.507. Med vsemi moškimi imeni pa je ime Roman po pogostosti uporabe uvrščeno na 48. mesto.

## Osebni praznik
V koledarju je ime Roman zapisano 28. februarja (Roman, opat, † 28.feb. v 5. stol.), 23. oktobra (Roman, škof, † 23. okt. 640).

## Slavni nosilci imena Roman
- Roman Abramovič,
- Roman Dmowski,
- Roman Herzog,
- Roman Kejžar,
- Roman Polanski,
- papež Roman,
- Roman Andrejevič Rudenko,
- Roman Končar, ...

## Zanimivost
- Roman Romanov je bil psevdonim slovenskega pisatelja Milana Puglja.
- Romanov se je imenovala ruska vladarska rodbina, ki je vladala od leta 1613 do 1917.